# Спајвер
Шпијунски софтвер, познатији као спајвер (енгл. spyware) широка је категорија штетног софтвера са наменом да делимично пресреће или преузима контролу над рачунаром без знања или дозволе корисника. Иако сам назив сугерише да је реч о програмима који надгледају рад корисника, овај назив данас означава широку палету програма који искоришћавају кориснички рачунар за стицање користи за неку трећу особу.
Шпијун се разликује од вируса и од црва у томе што се обично не размножава. Као многи нови вируси, шпијун је створен да искоришћава заражене рачунаре ради комерцијалне добити. Типичне тактике су приказивање искачућих огласа, крађа личних података (укључујући и финансијске податке као што су бројеви кредитних картица и лозинке), праћење активности на интернету за маркетиншке сврхе или преусмеравање HTTP захтева на огласне странице. У неким случајевима, шпијун се користи за проверавање придржавања услова лиценце за коришћење програма.
Зараза се у највећем броју случајева догађа приликом отварања страница с нелегалним или порнографским садржајем.